# Edward Hidalgo
Edward Hidalgo (Città del Messico, 12 ottobre 1912 – 21 gennaio 1995) è stato un politico statunitense.

## Biografia
Fu il sedicesimo segretario della marina statunitense (United States Department of Defense) sotto il presidente degli Stati Uniti d'America Jimmy Carter. Inoltre fu anche assistente segretario della marina da aprile 1977 sino ad ottobre 1979.